# Бернард де Нёфмарш
Бернард (или Бернар) де Нёфмарш (старофр. Bernard de Neufmarché; ок. 1050 г. — ок. 1125) — англонормандский рыцарь, один из пионеров нормандской экспансии в Уэльсе в конце XI века, завоеватель Брихейниога и основатель замка Брекон.

## Биография

### Происхождение
Бернард родился около 1050 г. в замке Нёф-Марше в северном Вексене, на границе с Бовэзи. Его отцом был Годфрид де Нёфмарш, небогатый нормандский рыцарь на службе у герцога Вильгельма Завоевателя. Около 1060 г. Годфрид попал в опалу, возможно, из-за неспособности организовать действенную оборону нормандской границы в районе своих владений от вторжений вассалов французского короля. Замок Нёф-Марше был конфискован. Старший сын Годфрида, Дрё, избрал духовную карьеру, ушёл в монастырь Св. Эвруля и в дальнейшем исполнял функцию посланника этого монастыря при дворе Вильгельма Завоевателя. Младший сын, Бернард остался на военной службе в герцогской дружине.

### Начало карьеры
Неясно, участвовал ли Бернард де Нёфмарш в нормандском завоевании Англии. Известно, что он был одним из рыцарей короля, засвидетельствовавших основание Вильгельмом аббатства Баттл на месте битвы при Гастингсе, а в дальнейшем являлся одним из его покровителей и стал инициатором организации дочернего приорства Баттла в Брекнокшире. Некоторые исследователи делают из этих фактов вывод об участии Бернарда в битве при Гастингсе. Однако достоверно это не установлено. Более того, в «Книге страшного суда» 1086 г. не упоминается имя Бернарда де Нёфмарша.
Если в 1086 г. Бернар не имел земельных владений в Англии и, видимо, играл незначительную роль при дворе короля Вильгельма Завоевателя, то уже в течение двух последующих лет его влияние резко усилилось. Ему было пожаловано несколько маноров в Херефордшире, на границе с Уэльсом, а в 1087 или 1088 г. Бернард женился на Агнессе, дочери Осберна Фиц-Ричарда, что принесло ему новые земли к югу от Клиффордского замка в непосредственной близости к границе с валлийским королевством Брихейниог. Таким образом к 1089 г. Бернард стал обладателем компактной группы земельных владений в долине реки Уай, которая в дальнейшем служила ему материальной базой для военных операций в Уэльсе.
В 1088 г. Бернард де Нёфмарш принял активное участие в восстании английских баронов против короля Вильгельма II. Однако отряды западно-английских баронов, двинувшихся на Лондон, среди которых был Бернард, были остановлены у Вустера англосаксонским ополчением епископа Вульфстан. Подавив восстание, Вильгельм II достаточно мягко обошёлся с его участниками. Бернард де Нёфмарш, очевидно, вообще не был наказан, поскольку уже в конце 1088 г. он вторгся на территорию Брихейниога и захватил Гласбери — первый нормандский плацдарм на территории этого валлийского государства.

### Завоевание Брихейниога
К 1088 году система сдерживания в отношениях Англии с валлийскими государствами, оформившаяся во время правления Вильгельма Завоевателя и его похода в Южный Уэльс в 1081 г., перестала отвечать политическим реалиям. После смерти Вильгельма I центральная власть и контроль над баронами англо-уэльского приграничья существенно ослабли. Небольшие валлийские «буферные» государства юго-восточного Уэльса — Брихейниог, Морганнуг и Гвент — оказались неспособными сдерживать натиск агрессивных нормандских баронов, стремящихся расширить свои земельные владения и приобрести военную славу. Новый король Вильгельм II не препятствовал военным походам западноанглийских феодалов в Уэльс, завоёвывая таким образом их лояльность и удерживая от вмешательства в политическую борьбу в самой Англии.
Бернард де Нёфмарш, чьи владения располагались непосредственно у границ валлийского королевства Брихейниог, стал инициатором вторжения в Уэльс. К осени 1088 г. он захватил Гласбери. На протяжении последующих двух лет отряды Бернарда продвинулись далее вглубь Брихейниога. Заняв коммот Бронллис, они направились на юг и установили контроль над верхней частью долины Аска. В 1091 г. Бернард достиг центральных областей Брихейниога, где был основан замок Брекон, ставший центром нормандских владений в регионе. В течение следующих лет, очевидно, Бернард занимался подчинением прилегающих территорий.
Экспансия Бернарда де Нёфмарша в юго-восточном Уэльсе разрушила систему «буферных» валлийских княжеств и стала представлять угрозу для Дехейбарта, сильного государства, расположенного на юго-западе Уэльса. Король Дехейбарта Рис ап Теудур объединился с правителем Брихейниога Бледином ап Майнархом и в 1093 г. атаковал отряды Бернарда к северу от Брекона. Сражение завершилось полным разгромом валлийцев, а Рис и Бледин погибли. Это устранило последнее препятствие к окончательному завоеванию Брихейниога, который к концу 1093 г. перешёл под власть Бернарда де Нёфмарша. Эта область получила теперь новое англонормандское название Брекнокшир, по названию главной её крепости.

### Последние годы жизни
Когда в 1094 г. в Уэльсе вспыхнуло массовое восстание против нормандской власти, владения Бернарда де Нёфмарша в Брекнокшире первоначально устояли против натиска валлийцев. Более того, в 1095 г. отряды Бернарда предприняли контратаку и разорили Гауэр и Кидвелли на южном побережье Уэльса. Однако уже в 1096 г. мятеж охватил и Брекнокшир. Местные жители были поддержаны отрядами валлийцев Гвинллуга и верхнего Гвента, нормандские рыцари были вынуждены укрыться в своих замках. Постепенно восстание сошло на нет, и к концу XI века Брекнокшир вернулся под власть норманнов.
После завершения покорения Брихейниога, Бернард де Нёфмарш начал процесс колонизации этого региона. Он разделил земли завоёванного королевства между своими соратниками, а на основных дорогах, связывающих Брекнокшир с другими областями Уэльса, выстроил целую сеть крепостей (Третауэр, Блайн-Лливни, Крикхауэл). Земли на крайнем западе были пожалованы Ричарду Фиц-Понсу, констеблю Клиффордского замка, который в начале XII века продолжил экспансию Бернарда де Нёфмарша в западном направлении, захватив к 1115 г. Лландовери. В то же время Бернард стремился привлечь на свою сторону часть валлийских князей. Сыновья последнего короля Брихейниога Гурган и Карадог ап Бледины получили земельные владения в горных районах области и верховьях Лливни. Нормандская власть концентрировалась в долинах Брекнокшира, тогда как горы остались под контролем местных валлийских вождей, признавших верховную власть Бернарда де Нёфмарша. За счёт невмешательства в уклад хозяйства валлийцев холмистой и горной части Брекнокшира, Бернаду удалось на территории своих владений обеспечить мирное существование двух культур и даже существенно модернизировать экономику региона. В то время, как на склонах гор продолжало господствовать традиционное для валлийцев пастбищное скотоводство, в плодородных долинах рек Уай и Аск были основаны англонормандские манориальные хозяйства, ориентированные на пахотное земледелие, в Бреконе возникло городское поселение, которое вскоре стало важнейшим торговым центром региона. В 1106 г. в Бреконе был основан бенедиктинский монастырь Сент-Джонс — дочернее приорство южноанглийского аббатства Баттл.
Бернард де Нёфмарш скончался около 1125 г. Он не имел сыновей, и Брекнокшир, а также владения Бернара на западе Херефордшира перешли к Милю Фиц-Вальтеру, шерифу Глостера, женатому на дочери Бернарда Сибилле.

## Брак и дети
Первой и, вероятно, единственной женой Бернарда де Нёфмарша была Агнесса Фиц-Осберн, дочь Осберна Фиц-Ричарда, одного из нормандских феодалов Херефордшира, и, возможно, Несты, дочери Грифида ап Лливелина, короля Гвинеда и Поуиса. Свадьба Бернарда и Агнессы состоялась не позднее 1088 г. Сыновей у Бернарда не было, либо они умерли в детском возрасте. Среди дочерей известна Сибилла Фиц-Бернард, вышедшая замуж в 1121 г. за Миля Глостерского, графа Херефорда.